# سیارک ۱۷۳۸
سیارک ۱۷۳۸ (به انگلیسی: 1738 Oosterhoff، نامگذاری:1930SP) هزار و هفتصد و سی و هشتمین سیارک کشف شده‌است که در ۱۶ سپتامبر ۱۹۳۰ کشف شد.
قدر مطلق سیارک برابر ۱۲٫۳۰ است.